# Episodi di Vietnam addio (prima stagione)
La prima stagione della serie televisiva Vietnam addio è stata trasmessa in anteprima negli Stati Uniti d'America dalla CBS tra il 24 settembre 1987 e il 30 aprile 1988.
| nº | Titolo originale                | Titolo italiano | Prima TV USA      | Prima TV Italia |
| -- | ------------------------------- | --------------- | ----------------- | --------------- |
| 1  | Pilot                           |                 | 24 settembre 1987 |                 |
| 2  | Notes from the Underground      |                 | 1º ottobre 1987   |                 |
| 3  | Dislocations                    |                 | 8 ottobre 1987    |                 |
| 4  | War Lover                       |                 | 15 ottobre 1987   |                 |
| 5  | Sitting Ducks                   |                 | 29 ottobre 1987   |                 |
| 6  | Burn Baby, Burn                 |                 | 5 novembre 1987   |                 |
| 7  | Brothers, Fathers, and Sons     |                 | 12 novembre 1987  |                 |
| 8  | The Good, the Bad, and the Dead |                 | 19 novembre 1987  |                 |
| 9  | Battling Baker Brothers         |                 | 10 dicembre 1987  |                 |
| 10 | Nowhere to Run                  |                 | 17 dicembre 1987  |                 |
| 11 | Roadrunner                      |                 | 7 gennaio 1988    |                 |
| 12 | Pushin' Too Hard                |                 | 14 gennaio 1988   |                 |
| 13 | USO Down                        |                 | 21 gennaio 1988   |                 |
| 14 | Under Siege                     |                 | 11 febbraio 1988  |                 |
| 15 | Soldiers                        |                 | 18 febbraio 1988  |                 |
| 16 | Gray-Brown Odyssey              |                 | 25 febbraio 1988  |                 |
| 17 | Blood Brothers                  |                 | 12 marzo 1988     |                 |
| 18 | The Short Timer                 |                 | 19 marzo 1988     |                 |
| 19 | Paradise Lost                   |                 | 26 marzo 1988     |                 |
| 20 | Angel of Mercy                  |                 | 9 aprile 1988     |                 |
| 21 | The Hill                        |                 | 30 aprile 1988    |                 |